# Orthacris ceylonica
Orthacris ceylonica är en insektsart som först beskrevs av Kirby, W.F. 1914.  Orthacris ceylonica ingår i släktet Orthacris och familjen Pyrgomorphidae. Inga underarter finns listade i Catalogue of Life.